# Félhullámú szimmetrizáló
A Félhullámú szimmetrizáló egy illesztőegység, amely illesztést biztosít szimmetrikus táplálású antenna és aszimmetrikus tápvonal között. A szakirodalomban nevezik még félhullámú huroknak is.

## Felépítése, működése
A félhullámú szimmetrizáló egy {\displaystyle k{\frac {\lambda }{2}}} hosszúságú koaxiális kábel, melynek köpenye a két végén össze van forrasztva, és ez a pont csatlakozik a tápvonal köpenyéhez. A belső ér egyik vége a dipólus egyik oldalához, a másik vége pedig a dipólus másik oldalához és a tápvonal belső eréhez csatlakozik.
A félhullámú szimmetrizáló 180°-os fáziskésleltetést biztosít, ezáltal a két dipólfélről érkező, 180°-ban eltérő fázisú jel a tápvonalba összegezve jut be.
A félhullámú szimmetrizáló mérete hullámhosszhoz kötött, így keskeny sávon működik optimálisan.
A félhullámú szimmetrizáló transzformátorként működik, impedanciaáttétele 1:4, vagyis az antenna nagyobb talpponti impedanciáját illeszti a tápvonal kisebb hullámimpedanciájához.